# Castelvielh de Vic
Le Castelvielh de Vic est l'ancien château supérieur de Vic-sur-Cère dans le Cantal. Il ne subsiste qu'une motte castrale, quelques vestiges de maçonneries et une vue panoramique sur la vallée et le bourg.

## Description
Le site de l'ancien château supérieur est parfaitement visible à l'extrémité d'un éperon rocheux dominant la ville, et situé en-dehors. La partie terminale de cet éperon semble avoir été isolée du reste de la montagne par un fossé. Le périmètre du château vieux forme une butte ovale qui domine au nord l'église de Vic. Le sommet du rocher est couronné par une enceinte ovale jointoyée au mortier, entourant un chicot rocheux faisant saillie ayant vraisemblablement servi d'assise."

## Historique
Ancien castrum de la famille des seigneurs de Vic mentionné pour la première fois en 1219 dans le testament d'Henri de Bénaven (1175-1221), vicomte de Carlat et d'Algayette de Scorailles, qui le possédait et qui le donne à son fils benjamin Gilibert de Vic. En 1219, il était seigneur ou viguier de Vic-en-Carladez, de Polminhac, aussi coseigneur de Scorailles et de Saint-Christophe.
En 1265, Bernard de Vic, reconnaît tenir d'Hugues IV de Rodez, vicomte de Carlat la partie qu'il possède au château de Vic avec sa justice, ainsi que la salla de la Guillaumenque. Le château était à cette époque en indivision entre plusieurs lignages: en 1266, la femme de Guillaume Gauscelm, seigneur de Viescamp, reconnaît tenir du vicomte de Carlat un quart du château de Vic avec toutes justices; en 1279, ce sont Jean de Cère, puis Guillaume de Cère, chanoine de Clermont, qui reconnaissent tenir une partie du castrum de Vic, et une partie de la viguerie de Vic.
En 1279 Bertrand et Pierre de Vic, et en 1283, Bertrand de Vic, fils de Guillaume et d'Alix, rend hommage pour Vic avec sa femme Elve, à Henri II de Rodez, vicomte de Carlat.
- Le troubadour  Pierre de Vic, dit le Moine de Montaudon[5], appartient à cette famille.

On sait que le bourg de Vic a été pris et ruiné par les Anglais en 1379 lors de la guerre de Cent Ans, puis reconstruit et fortifié. Le château vieux, soubro (supérieur, souverain) semble avoir été détruit, et son site délaissé à cette occasion, au profit d'un Castelniau ou Castel Soutro (château neuf ou château inférieur) situé en contrebas dans la ville.

## Visites
Les promenades au château sont ouvertes toute l'année ; on remarquera la belle vue sur le bourg et la vallée de la Cère vers le Plomb.

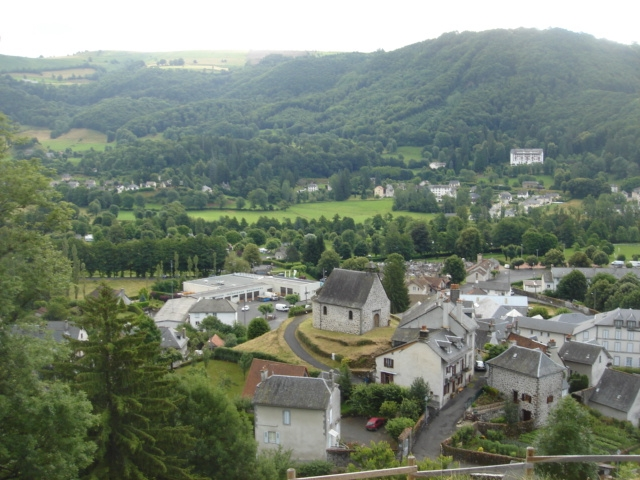
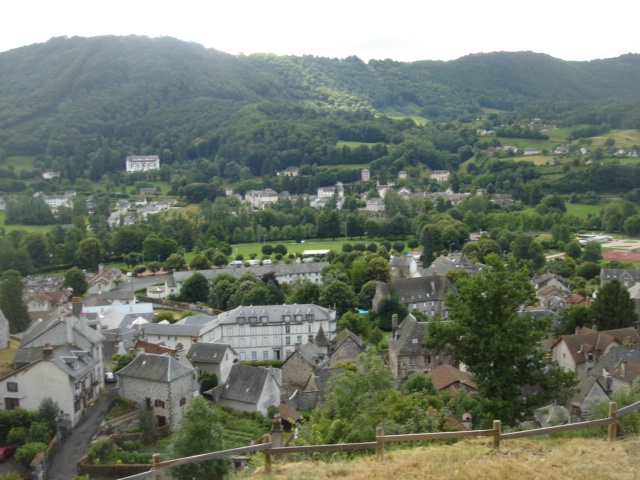
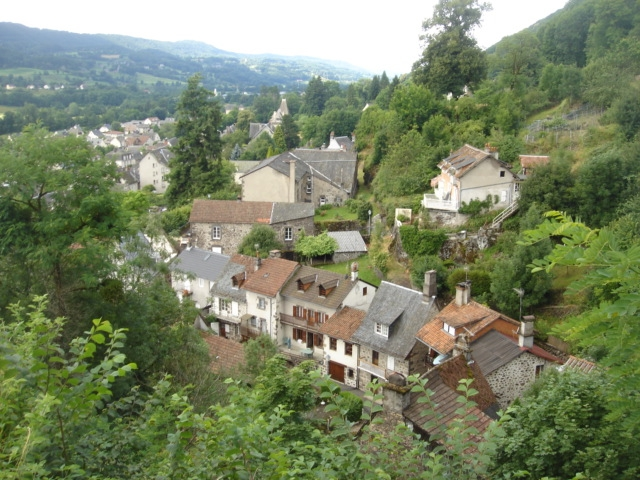